# Light (сингл KMFDM)
«Light» (с англ. — «Свет») — песня германо-американской индастриал-рок-группы KMFDM, открывающий трек их седьмого студийного альбома Angst; третий сингл в поддержку вышеозначенного альбома, выпущенный в феврале 1994 года лейблом Wax Trax! Records. Сингл был переиздан на семидюймовых грампластинках в 2009 году; в декабре 2010 года вышел сингл с обновлённой версией песни под названием «Light 2010» и ремиксами на неё.

## Списки композиций
| №                   | Название                         | Ремикширование      | Длительность |
| ------------------- | -------------------------------- | ------------------- | ------------ |
| 1.                  | «Light» (Cellulite Radio Dub)    | KMFDM               | 3:49         |
| 2.                  | «Light» (Aerobic Dub)            | Excessive Force     | 5:44         |
| 3.                  | «Light» (Rubber Gloves Dub)      | Die Warzau          | 5:24         |
| 4.                  | «Light» (Fat Back Dub)           | Nine Inch Nails     | 7:29         |
| 5.                  | «Light» (Vengeance Dub)          | Son of a Gun        | 5:39         |
| 6.                  | «Light» (Cømplete Ørgasm Dub)    | Crunch-Ø-Matic      | 4:57         |
| 7.                  | «Light» (Diet Dub)               | KMFDM               | 5:58         |
| 8.                  | «Light» (Lighthouse Dub)         | Vince Lawrence      | 5:04         |
| 9.                  | «Light» (White Cotton Balls Dub) | Die Warzau          | 5:09         |
| Общая длительность: | Общая длительность:              | Общая длительность: | 49:13        |

| №                   | Название                | Ремикширование      | Длительность |
| ------------------- | ----------------------- | ------------------- | ------------ |
| 1.                  | «Light» (Aerobic Dub)   | Excessive Force     | 5:44         |
| 2.                  | «Light» (Rubber Gloves) | Die Warzau          | 5:24         |
| 3.                  | «Light» (Fat Back Dub)  | Nine Inch Nails     | 7:29         |
| 4.                  | «Light» (Vengeance Dub) | Son of a Gun        | 5:39         |
| Общая длительность: | Общая длительность:     | Общая длительность: | 24:16        |

| №                   | Название                      | Длительность |
| ------------------- | ----------------------------- | ------------ |
| 1.                  | «Light»                       | 6:05         |
| 2.                  | «Light» (Cellulite Radio Mix) | 3:48         |
| Общая длительность: | Общая длительность:           | 9:53         |

| №                   | Название                                 | Ремикширование      | Длительность |
| ------------------- | ---------------------------------------- | ------------------- | ------------ |
| 1.                  | «Light 2010»                             | KMFDM               | 6:07         |
| 2.                  | «Light 2010» (Ultra-Heavy Frequency Mix) | Lords of Acid       | 5:26         |
| 3.                  | «Light 2010» (Into the Wasteland Mix)    | Emzy Enzy           | 7:50         |
| 4.                  | «Light 2010» (Dilated Mix)               | David J             | 6:15         |
| 5.                  | «Light 2010» (Fashionista Mix)           | 3KSK                | 4:53         |
| Общая длительность: | Общая длительность:                      | Общая длительность: | 30:31        |

## Чарты
- 31 — Billboard Hot Dance Club Songs, США[3]

## Участники записи
- Саша Конецко — ведущий вокал и программирование (осно́вная песня), продюсирование, сведе́ние (сингл; треки 1, 2, 5, 7)
- Эн Эш[англ.] — декламация (осно́вная песня)
- Гюнтер Шульц[англ.] (под псевдонимом Svet Am) и Марк Дюрант[англ.] — гитары (осно́вная песня)
- Дорона Альберти[англ.] — бэк-вокал (осно́вная песня)
- Крис Шепард[англ.] — звукорежиссёр (осно́вная песня), сведе́ние (сингл; треки 1, 2, 5, 7)

Дополнительные музыканты и персонал
- Brute! — автор обложки сингла
- Сэм Хофстедт — ассистент звукорежиссёра (сингл; треки 2, 5)
- CV8 и Джейсон Макнинч — звукорежиссёры (сингл; треки 3, 9)
- Мэтт Уоррен — ассистент звукорежиссёра (сингл; треки 3, 9)
- Уильям Рифлин — электрогитара и ударные (сингл; трек 2)
- Die Warzau[англ.] — продюсирование и сведе́ние (сингл; треки 3, 9)
- Джим Маркус[англ.] — программирование (сингл; трек 3, 9)
- Трент Резнор — сведе́ние (сингл; трек 4)
- Крис Вренна — звукорежиссёр (сингл; трек 4)
- Дик Тэйтер — ударные (сингл; трек 5)
- Ван Детта — программирование (сингл; трек 5)
- CØM — звукоинженер, программирование (сингл; трек 6)
- DJ Burle Avant и Эрик Циммерман — продюсирование и сведение (сингл; трек 6)
- Аррон Леверенц — бас-гитара (сингл; трек 6)
- Винс Лоуренс[англ.] — звукорежиссёр (сингл; трек 6), продюсирование и сведе́ние (сингл; трек 8)
- Кевон — гитары (сингл; трек 8)
- Элизабет Конант и Винго — клавишные (сингл; трек 8)

Студии
- Chicago Recording Company[англ.], Чикаго, штат Иллинойс, США — осно́вная песня, треки 1 и 7 сингла (полностью)
- Studio X/Bad Animals, Сиэтл, штат Вашингтон, США — треки 2 и 5 сингла (полностью), обработка (сингл; трек 7)
- Warzone Recorders, Чикаго, штат Иллинойс, США — сведение (сингл; трек 3 и 9)
- Le Pig, Сьело-драйв, 10050, Беверли-Хиллз, штат Калифорния, США — сведение (сингл; трек 4)
- Vingo’s Sushi Haven, Чикаго, штат Иллинойс, США — сведение (сингл; трек 6)
- La Trine, Чикаго, штат Иллинойс, США — секвенирование (сингл; трек 6)
- Vingo’s Taco Palace, Чикаго, штат Иллинойс, США — сведение (сингл; трек 8)